# Gustav Adolf Nosske
Gustav Adolf Nosske (né le 29 décembre 1902 à Halle et mort le 9 août 1986 à Düsseldorf) est un juriste allemand et un officier SS-Obersturmbannführer. Il commanda en 1941 l'Einsatzkommando 12 au sein de l'Einsatzgruppe D dirigé par Otto Ohlendorf.

## Biographie
Après des études de droit il devient avocat. Il adhère au parti nazi et à la SS en 1933. Il est le chef de la Gestapo à Aix-la-Chapelle en 1935 puis chef de la Gestapo de Francfort de septembre 1936 à juin 1941.
Il est nommé chef de l'Einstzkommando 12 avant l'invasion de l'URSS le 22 juin 1941. Dans les secteurs de Donetsk et de Novotcherkassk, son unité commet de nombreuses exactions contre la population civile. Vers la mi-aout 1941, Otto Ohlendorf lui donne l'ordre de convoyer 11 000 Juifs depuis Mohyliv-Podilskyï à Yampil dans le but de leur faire traverser le Dniestr et les placer dans la zone d'influence roumaine. Au cours de cette marche, des centaines de Juifs furent exécutés. Entre le 16 et 28 février 1942 le kommando exécute 721 Juifs, 271 communistes, 74 partisans et 421 tsiganes et « éléments asociaux ».
En avril 1942, il rejoint à Berlin le RSHA au bureau des territoires de l'Est, puis en 1943 il est nommé chef de la section « étrangers et ennemis de l'état » à la Gestapo. Il est agent de liaison entre le ministère du Reich aux Territoires occupés de l'Est et le RSHA. D'aout 1943 à septembre 1944, il est chef de la police d'état de Düsseldorf. Il n'exécute pas l'ordre de rassembler tous les Juifs allemands de Düsseldorf mariés à des non-Juifs pour les exécuter.
Arrêté par les alliés, il est jugé dans le Procès des Einsatzgruppen en 1948 à Nuremberg. Il est le seul des inculpés à n'avoir pas réclamé la clémence auprès du général Lucius Clay le gouverneur du secteur américain d'occupation. Il est condamné le 10 avril 1948 à la prison à vie pour crimes de guerre. En 1951, sa peine est commuée en dix ans de prison. De retour à la vie civile dans le Wurtemberg, il devient répétiteur. Il meurt en 1990.